# Leśny ogród

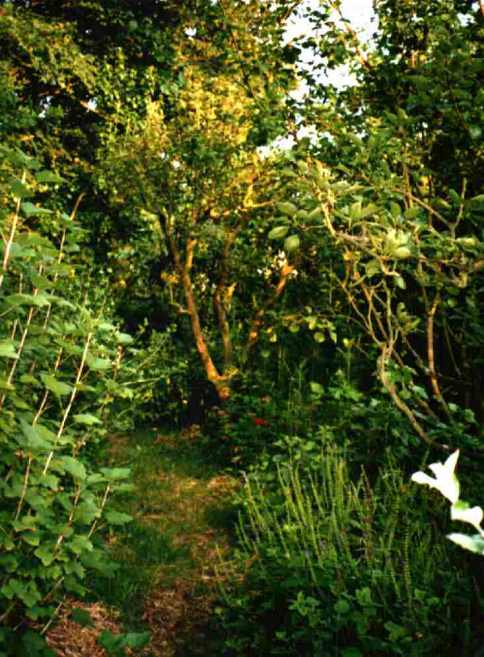
Leśny ogród Roberta Harta na Wenlock Edge w hrabstwie Shropshire, w Wielkiej Brytanii

Leśny ogród – system zrównoważonej produkcji żywności i agroleśnictwa opartej na ekosystemie leśnym, zawierającym drzewa owocowe i orzechowe, krzewy, rośliny zielarskie, pnącza i warzywa wieloletnie, przynoszące bezpośrednie korzyści człowiekowi. Poprzez sadzenie roślin uzupełniających się wzajemnie można stworzyć warstwy roślinne podobne do warstw lasu.
Ogrodnictwo leśne jest prehistoryczną metodą zapewniania żywności w regionach tropikalnych. W latach 60. XX w. zostało zaadaptowane do klimatu umiarkowanego w Wielkiej Brytanii przez Roberta Harta.

## Historia
Ogrody leśne są najprawdopodobniej najstarszą formą zagospodarowania ziemi i najbardziej odpornym ekosystemem. Ich korzenie tkwią w czasach prehistorycznych, kiedy brzegi rzek wyznaczały granice dżungli i podmokłe zbocza wzgórz w regionach monsunowych. W miarę zagospodarowywania najbliższych okolic siedlisk ludzkich zaczęto dostrzegać i chronić przydatne drzewa i pnącza, a eliminować gatunki niepożądane. Z czasem dołączono do nich gatunki introdukowane.
Leśne ogrody są wciąż powszechne w tropikach i znane pod różnymi nazwami: home gardens (domowe ogrody) w Kerala w Indiach Południowych, Nepalu, Zambii, Zimbabwe i Tanzanii; Kandyan forest gardens w Sri Lance, huertos familiares (rodzinne sady) w Meksyku; i pekarangan (ogrody całkowicie zaprojektowane) na Jawie. Inny spotykany termin to agroleśnictwo, a w ogrodach w których dominują krzewy, mowa jest o krzewnym ogrodzie. Leśne ogrody stanowią znaczące źródło dochodu i żywności dla lokalnej ludności.

## W klimatach tropikalnych
Leśne ogrody, czy domowe ogrody, są powszechne w klimatach tropikalnych. Stosowane techniki to sadzenie drzew, upraw i wypas zwierząt użytkowych na tym samym terenie. W Kerala w południowych Indiach, na północnym wschodzie Indii oraz w Indonezji domowy ogród jest najpopularniejszą formą zagospodarowania terenu. Obok siebie rosną kokos, pieprz, kakao i ananas. Ogrody te są przykładem polikultury, i zachowują różnorodność genetyczną plonów i roślin rodzimych, nie stosowanych w monokulturach. Leśne ogrody były porównywane do religijnej idei Ogrodu Eden.

### Ameryki
W programie BBC Unnatural Histories stwierdzono, że amazońskie lasy tropikalne nie są terenem nietkniętym ręką człowieka, lecz były kształtowane przez przynajmniej 11000 lat poprzez m.in. leśne ogrodnictwo oraz terra preta. Od lat 70. XX w. odkryto też liczne geoglify na pozbawionym drzew terenie amazońskich lasów tropikalnych, pochodzące z czasów prekolumbijskich.
Na półwyspie Jukatan większość żywności Majów uprawiano „sadach-ogrodach”, znanych pod nazwą pet kot. Nazwa pochodzi od niskich ogrodzeń kamiennych (pet oznacza okrągły, a kot ścianę lub pojedyncze kamienie) otaczających ogrody.

### Afryka
W wielu krajach afrykańskich, takich jak Zambia, Zimbabwe, Tanzania, ogrody są szeroko rozprzestrzenione w rejonach wiejskich, podmiejskich i miejskich, odgrywając główną rolę w zabezpieczeniu podstaw wyżywienia. Najbardziej znane to ogrody ludu Chaga lub Chagga w regionie Kilimandżaro w Tanzanii, zaprojektowane na wzór lasów naturalnych. W wielu krajach główną rolę w utrzymaniu ogrodów odgrywają kobiety, a żywność jest produkowana przede wszystkim na własne potrzeby.
W Afryce północnej leśne ogrody stanowią warstwy drzew palmowych, owocowych i warzyw.

### Indie
Ogrody domowe w Kerala mają związek z Kaavu, świętym lasem. W ogrodach tych znaleźć można niektóre zagrożone gatunki dzikich roślin, drzew i zwierząt. Głównym celem utrzymywania domowego ogrodu są wierzenia i rytuały religijne oraz kulturowa tożsamość i wspólnota w dużych rodzinach. Stopniowo, z powodu zmniejszania się rodzin i zmian stylu życia, domowe ogrody zaczęły przeradzać się w place zabaw. Jednak część rodzin nadal stara się zachować swoje domowe ogrody, także z przyczyn praktycznych: ogrody pomagają podnieść poziom wody w pobliskich studniach i oczkach wodnych, a ptaki gnieżdżące się w lasku wyjadają pasożyty z otaczających go pól, podnosząc tym jakość i ilość plonów.

### Nepal
W Nepalu Ghar Bagaincha, dosłownie Domowy Ogród, odnosi się do tradycyjnej uprawy ziemi wokół domostwa, w której różnorakie gatunki roślin uprawiane są przez członków rodziny, a ich produkty przeznaczone są na własne potrzeby (Shrestha et al., 2002). Termin “domowy ogród” jest często uważany za synonim ogrodu kuchennego. Różnią się one jednak rozmiarami, rozmieszczeniem roślin, stopniem ich różnorodności, oraz stopniem zagospodarowania (Sthapit et al., 2006). W Nepalu 72% domostw posiada domowe ogrody zajmujące powierzchnię 2–11% całkowitych posiadłości ziemskich (Gautam et al., 2004). Z powodu ich małych rozmiarów, rząd nie uważa domowych ogrodów za ważny element w produkcji żywności, toteż nie prowadzi się nad nimi badań. Są one jednak bardzo istotnym elementem z punktu widzenia domostwa, dostarczając wysokiej jakości pożywienia i składników odżywczych dla ubogiej ludności wiejskiej, co z kolei przekłada się na poczucie bezpieczeństwa związanego z żywnością. Zwykle uprawia się w nich rośliny roczne i wieloletnie, z których plony zbiera się stopniowo każdego dnia lub sezonowo. Zachowuje się bioróżnorodność, jako że użytkownicy bezpośrednio decydują o swoich uprawach. Domowe ogrody mają wiele zastosowań: są źródłem, żywności, opału, leków, przypraw, ziół, kwiatów, materiałów budowlanych i dochodu, ale także miejscem ochrony rolniczych i żywnościowych zasobów genetycznych (Subedi et al., 2004).
Pod względem socjologicznym domowe ogrody są okazją dla całej rodziny i całych społeczności do włączenia się w uprawę żywności. Zarówno dzieci, jak i osoby starsze i ich opiekunowie mogą brać udział w przygotowaniu pożywienia. Taka tradycja istniała w wielu kulturach przez tysiące lat.

## W klimacie umiarkowanym

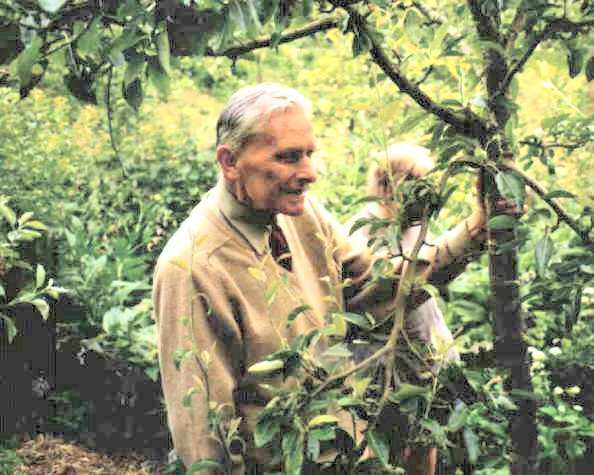
Robert Hart, pionier leśnego ogrodnictwa, w swoim ogrodzie (lipiec 1997)

W początku lat 60. XX w. Robert Hart zaadaptował ogrodnictwo leśne do klimatu umiarkowanego. W swojej małej posiadłości na Wenlock Edge w hrabstwie Shropshire w Wielkiej Brytanii Hart chciał stworzyć zdrowe, terapeutyczne środowisko dla siebie i swojego brata Lacona. Początkowo był to typowy sad i ogródek przydomowy, ale z biegiem czasu Hart zauważył, że utrzymywanie dużych grządek z warzywami jednorocznymi, opieka nad zwierzętami użytkowymi i sadem – są ponad jego siły. Jednocześnie zwrócił uwagę, że mała grządka z roślinami wieloletnimi i ziołami nie wymagała wiele pracy, a przynosiła obfite plony.
Po przejściu na dietę wegańską z przyczyn osobistych i zdrowotnych, Hart zrezygnował z hodowli zwierząt i całkowicie skupił się na roślinach, których owoce można jeść na surowo. Trzy główne produkty leśnego ogrodu to owoce, orzechy i warzywa liściaste. Stworzył modelowy leśny ogród na powierzchni 0,12-akra (500 m²) i zamierzał nazwać swoją metodę ekologicznym ogrodnictwem lub ekouprawami. Porzucił te myśli, kiedy zorientował się, że podobne systemy na świecie nazywane są agroleśnictwem i leśnymi ogrodami. Inspiracją dla Roberta Harta były metody leśnego rolnictwa Toyohiko Kagawy i Jamesa Sholto Douglasa, a także produktywność ogrodów domowych w Kerala. Według słów Harta:

Z punktu widzenia agroleśnictwa, być może najbardziej zaawansowanym krajem jest hinduski stan Kerala, posiadający co najmniej trzy i pół miliona leśnych ogrodów... Jako przykład wybitnej intensywności upraw niektórych leśnych ogrodów, na działce o powierzchni zaledwie 0,12 akra, badacze znaleźli dwadzieścia trzy młode drzewka kokosowe, dwanaście goździków, pięćdziesiąt sześć bananowców, i czterdzieści dziewięć ananasów, a trzydzieści pnączy papryki pięło się po ich pniach. Poza tym, właściciel uprawiał paszę dla krowy.

(From the agroforestry point of view, perhaps the world’s most advanced country is the Indian state of Kerala, which boasts no fewer than three and a half million forest gardens... As an example of the extraordinary intensivity of cultivation of some forest gardens, one plot of only 0,12 acre was found by a study group to have twenty-three young coconut palms, twelve cloves, fifty-six bananas, and forty-nine pineapples, with thirty pepper vines trained up its trees. In addition, the small holder grew fodder for his house-cow.)

### System siedmiowarstwowy

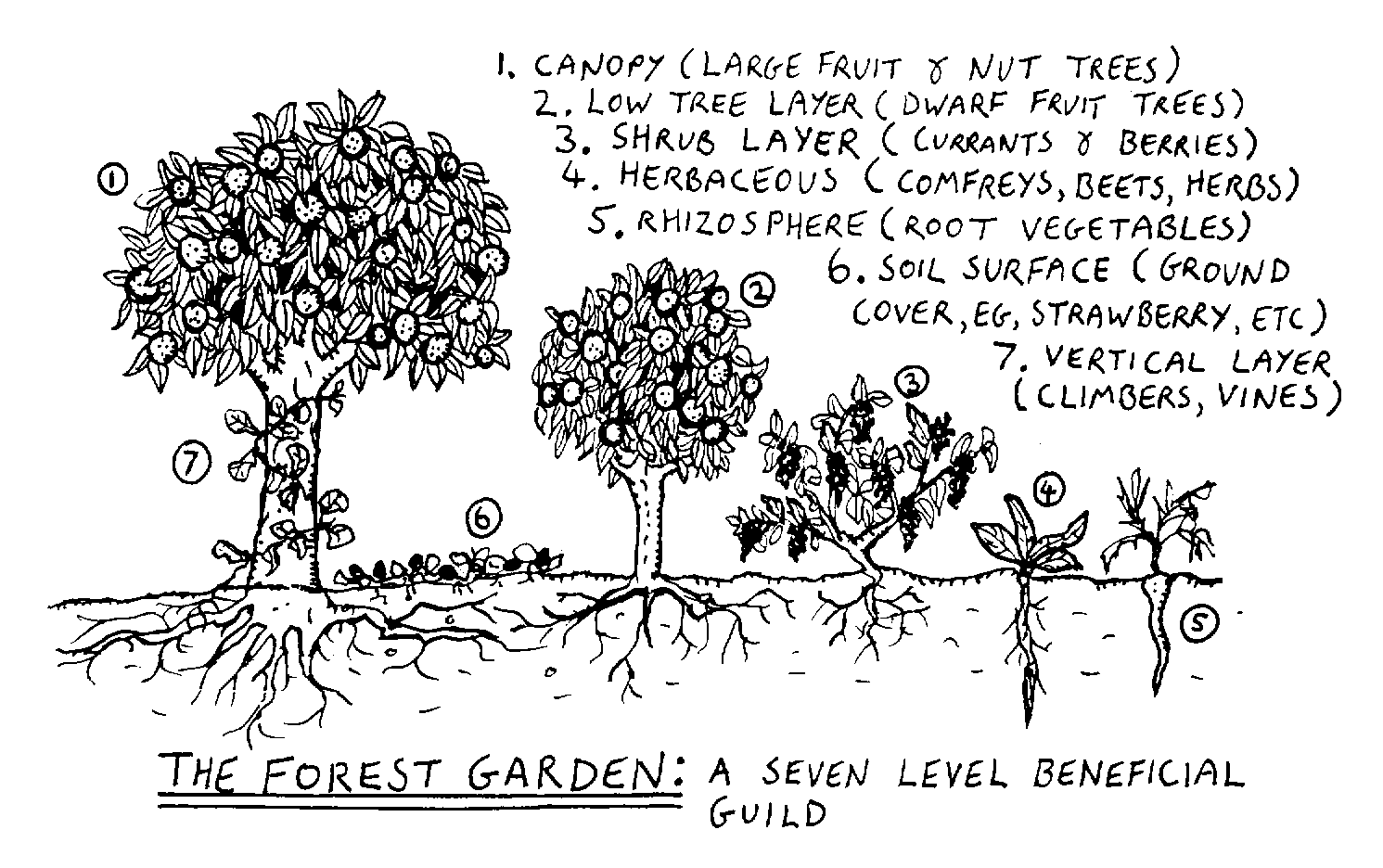
Siedem warstw leśnego ogrodu. Rys. Graham Burnett

System Roberta Harta bazował na podziale naturalnego lasu na poszczególne warstwy. Dzięki zastosowaniu śródplonów przekształcił istniejący sad jabłkowo-gruszkowy w jadalną polikulturę składającą się z następujących warstw:
1. Korony drzew: dojrzałe drzewa owocowe
2. Niskie drzewa: małe drzewka owocowe i orzechowe na karłowatych podkładkach
3. Krzewy: owocowe, np. porzeczki i jagód
4. Ryzosfera czy „podziemie”: warstwa roślin uprawianych dla korzeni i bulw
5. Rośliny zielne: wieloletnie warzywa i zioła
6. Powierzchnia gleby: warstwa roślin jadalnych rosnących poziomo
7. Warstwa pionowa: pnącza

Kluczowym elementem w ogrodzie Roberta Harta był dobór roślin. Większość tradycyjnie uprawianych obecnie roślin warzywnych, takich jak marchew, wymaga stanowiska słonecznego, przez co nie nadawały się do zacienionego ogrodu Harta. Hart preferował cieniolubne warzywa wieloletnie.

### Dalszy rozwój
Agroforestry Research Trust (ART), zarządzany przez Martina Crawforda, prowadzi eksperymentalny leśny ogród na działkach w hrabstwie Devon w Wielkiej Brytanii. Crawford określa leśny ogród jako nie wymagający wielkiego wkładu pracy sposób wytwarzania żywności i użytkowych produktów naturalych w zrównoważony sposób.
Ken Fern był zdania, że w dobrze rozwiniętym leśnym ogrodzie w klimacie umiarkowanym powinno być uprawiane więcej roślin. W tym celu Fern założył organizację Plants For A Future (PFAF), która tworzy bazę danych roślin odpowiednich dla tego systemu. Obecnie w bazie danych organizacji jest ok. 7000 roślin. W swojej książce Plants for a Future Fern używa określenia woodland gardening, zamiast forest gardening.
Ruch Movement for Compassionate Living (MCL) promuje ogrodnictwo leśne i inne rodzaje ekologicznego ogrodnictwa wegańskiego mające zaspokoić potrzeby żywnościowe społeczeństwu. Kathleen Jannaway, założycielka MCL, napisała w 1991 książkę kreując wizję zrównoważonej wegańskiej przyszłości pt. Abundant Living in the Coming Age of the Tree. W 2009, MCL przekazał grant w wysokości £1,000 na rzecz projektu Bangor Forest Garden w Gwynedd w północno-zachodniej Walii.

### Permakultura
Bill Mollison, twórca terminu permakultura, odwiedził leśny ogród Roberta Harta przy Wenlock Edge w październiku 1990. Siedmiowarstwowy system Harta został włączony do elementów projektowania permakulturowego.
Liczni zwolennicy permakultury zajmowali się leśnymi ogrodami, czy lasami żywnościowymi: Graham Bell, Patrick Whitefield, Dave Jacke, Eric Toensmeier i Geoff Lawton. Bell zaczął uprawę swojego leśnego ogrodu w 1991, a w 1995 wydał książkę The Permaculture Garden. Patrick Whitefield napisał How to Make a Forest Garden w 1996, Jacke i Toensmeier są współautorami dwutomowego dzieła Edible Forest Gardening wydanego w 2005, zaś Lawton nakręcił film Establishing a Food Forest w 2008.

## Projekty
Rezerwat archeologiczny flory i fauny Majów El Pilar na granicy Belize–Gwatemala zawiera leśny ogród ukazujący praktyki rolnicze w Mezoameryce. Kolejny 1-akrowy modelowy leśny ogród, zwany Känan K’aax (oznaczający zadbany ogród w języku Majów), został ufundowany przez National Geographic Society i jest uprawiany na terenie szkoły podstawowej Santa Familia Primary School w dystrykcie Cayo.
W Stanach Zjednoczonych za największy znany las żywnościowy na terenie publicznym uważa się 7-akrowy Beacon Food Forest w Seattle. Inne projekty leśnych ogrodów to np. Central Rocky Mountain Permaculture Institute w Basalt w stanie Kolorado i Montview Neighborhood farm w Northampton (Massachusetts).
W Kanadzie, w prowincji Kolumbia Brytyjska, leśny ogrodnik i instruktor permakultury Richard Walker uprawiał ogrody żywnościowe od ponad 30 lat. Jego dojrzały 3-akrowy las żywnościowy dostarczał surowych materiałów dla szkółki i firmy zielarskiej oraz zapewniał pożywienie dla niego i jego rodziny
W Wielkiej Brytanii, poza ogrodami prowadzonymi przez Martina Crawforda i jego Agroforestry Research Trust (ART), istnieją liczne projekty leśnego ogrodnictwa, np. Bangor Forest Garden w Gwynedd w północno-zachodniej Walii. Martin Crawford z ART zarządza nieformalną siecią Forest Garden Network zrzeszającą ludzi i organizacje z całego świata uprawiających leśne ogrody.